# Zhao Yunlei
Zhao Yunlei (chiń. 赵芸蕾; ur. 25 sierpnia 1986 w Yichang) – chińska badmintonistka, dwukrotna mistrzyni olimpijska.
Brała udział w igrzyskach olimpijskich w Londynie, tam zdobyła złoty medal w konkurencji gry podwójnej kobiet (razem z Tian Qing) oraz gry mieszanej (razem z Zhang Nan), cztery lata później zaś na igrzyskach w Rio de Janeiro otrzymała brązowy medal w mikście (razem z Zhang Nan). 
W swej karierze zdobyła dziesięć medali mistrzostw świata – złoty w 2011, 2014 (2x), 2015 (2x); srebrny w 2009 i 2011 oraz brązowy w 2010 i 2013 (2x). Ponadto zdobyła sześć medali mistrzostw Azji (złoty i srebrny w 2011, dwa złote w 2012, srebrny w 2013 i złoty w 2016 roku).
Jej dorobek medalowy uzupełniają medale igrzysk azjatyckich (2010, 2014).